# L-pop
L-pop (viết tắt của cụm từ tiếng Anh "Lao popular music", tức nhạc đại chúng Lào) là một dòng nhạc bao gồm các thể loại pop, rock, hip hop, nhạc điện tử và nhạc R&B.

## Lịch sử
Nhạc đại chúng Lào đạt được sự nổi tiếng trên trường quốc tế là nhờ nữ ca sĩ Alexandra Bounxouei, vốn được xem là công chúa nhạc pop Lào đầu tiên. Những nghệ sĩ Lào khác mà phổ biến với thế hệ trẻ bao gồm Cells, L.O.G, Overdance, Princess, Caramel, Pull-T Club, Super One, Genii, Xtreme, Dozo, Tik Keoprasert, MAY, Annita và Aluna.
L-pop ngày nay đi theo sự đa dạng phong cách âm nhạc mà chủ yếu có nền tảng ở thành phố Viêng Chăn, thủ đô nước Lào. Ngoài ra còn có một số nghệ sĩ của Lào đến từ thành phố Luangprabang.